# ハーモン・トロフィー
ハーモン・トロフィー（Harmon Trophy）は、年度の最優秀パイロットに贈られる賞である。裕福な気球乗りであり飛行機パイロットでもあるクリフォード・B・ハーモンによって1926年に設立された。
ハーモン・トロフィーには（男性）飛行士（aviator）、女性飛行士（aviatrix）、気球または飛行船操縦士（aeronaut）に与えられる3種類がある。1926年から1938年までの期間には4番目のトロフィーもあり、これは「ナショナル・トロフィー」と呼ばれ、21の参加国それぞれの卓越したパイロットに与えられた。また1946年から1948年までの期間には航空に貢献したアメリカ人が表彰された。1968年（1969年授与）からは宇宙飛行士（astronaut）に対するトロフィーも追加された。

## 第二次世界大戦とハーモンの死
第二次世界大戦以前のハーモン賞の管理は、ハーモンによって「平和と安全保障のための組織」として設立された国際飛行家連盟（Ligue Internationale des Aviateurs）によって行われていた。しかし連盟は大戦と、1945年6月25日にハーモンがフランスのカンヌで死亡したために消滅し、賞の運営は混乱に陥った。ハーモンは賞を永久に存続させるためその財産のうち55,000ドルを遺していたが、ハーモンの遺族はその遺贈に異議を唱えた。最終的に、1948年になって、48,431ドルの信託財産が設立されることになった。
賞の運営が訴訟の対象となっていた1945年から1948年の期間、飛行家連盟のアメリカ支部はアメリカの航空界の指導者3名に国際飛行家トロフィーを授与した。しかしこの授与は連盟の他の支部の承認を得られなかったため、公式には無効である。そのうえ、これら3回の授与は「飛行技能」を考慮しておらず、また最高の航空業績に対してというよりアメリカの航空業界リーダーに対して与えられていた。トルーマン大統領のスタッフはアレキサンダー・セバスキーの受賞に疑問を呈した。空軍長官ステュアート・サイミントンは、「彼（セバスキー）は何ら賞に値することをしていない」と述べている。トルーマン自身も1948年のトランス・ワールド航空のCEOラルフ・デイモンの受賞や、ブラジルの航空パイオニアであるフランシスコ・ピグナタリの受賞には時間を割こうとはしなかった。物議を醸すことなく授与が決まったのは、1946年のパンアメリカン航空の社長ジュアン・トリップのときだけだった。
1997年ないし1998年以降、全米飛行家協会がトロフィー授与の任にあるが、宇宙飛行士に対する授与を除けば全般に不活発である。
財団は宇宙飛行をどう扱うかという問題に取り組んだ。3つのトロフィーのみを与えるべしという役員会の限定のもと、財団はまず、「地球軌道上、または外宇宙の宇宙船に関する操縦の業績も、それが地上からの制御でなく、操縦士の操作によるものであれば、ハーモン賞の対象となりうる」という決定を下した。諮問委員会は財団に対し、気球・飛行船部門のトロフィーを気球乗りに代えて宇宙飛行士に与えるよう指示したが、財団は（男性）飛行家部門の表彰対象に宇宙飛行士を加えることを決定した。かくして1969年に、宇宙飛行の業績を表彰するための5番目のトロフィーが作られた。
1980年から1990年にかけての女性飛行家賞は、「Fay Gillis Wells」の調査結果に基づいて「Ninety-Nines」が授与している。これは全米飛行家協会やスミソニアン協会とは全く別個に行われている。
最初のトロフィーは高さ24インチの青銅製のものであった。飛行士トロフィーは、第一次世界大戦のエース、ラウル・ラフベリーを描いており、彼が鷲の横にその翼を持って立ち、もう片手で複葉機を発進させようとしている姿をかたどっている。この像は彫刻家Roumanbona M'Divaniによって作られたものである。スミソニアン協会は、この像を1950年にクリフォード・B・.ハーモン財団から譲り受けた。女性飛行士トロフィーは、翼を持つ女神が、その腕に翼を広げた鷹を抱えている姿である。気球・飛行船操縦士トロフィーは、1940年5月から1953年10月の間にドイツで失われており、スクラップとして売られたと考えられていたが、3フィートの高さと150ポンドの重さを持ち、5人の飛行士がその肩に地球を載せているこの像はその後屑物屋で発見され、スミソニアン協会に寄贈されて、1952年度の賞から授与されるようになった。

## 受賞者リスト
以下に示すリストは、複数のソースからの情報を組み合わせた不完全なものである。気球・飛行船操縦士賞、ナショナル・トロフィーおよび宇宙飛行士賞については、いまだに権威ある一覧が存在しない。全米飛行家協会とスミソニアン協会の国立航空宇宙博物館は、全米飛行家協会の創立100周年に合わせて、2005年に完全なリスト作成して出版することにしていたが、結局そのプロジェクトは完了しなかった。賞に関する原文書は破棄されてしまったものと思われる。
日本関係では女性パイロット、西崎キク（松本きく子）が1934年10月に羽田・新京（長春）間の飛行によりハーモン・トロフィー（ナショナル・トロフィー）を受賞しているほか、1957年に東京大空襲を立案したカーチス・ルメイが受賞しており、また他に日本人男性受賞者の名前も散見される。 
| 年度        | 飛行士 | 女性飛行士                                                        | 気球・飛行船操縦士 | ナショナル・トロフィー（1949年まで） 宇宙飛行士（1967年以降） |
| ----------- | --- | ----------------------------------------------------------------- | --- | --- |
| 1926        | ジョルジュ・ペルティエ＝ドワシー中佐（仏）                                                                             | 受賞者なし                                                        | ウンベルト・ノビレ将軍（伊） | シャーリー・ショート（米）、安辺浩陸軍大尉（日）、マリオ・デ・ベルナルディ少佐（伊） |
| 1927        | チャールズ・リンドバーグ大佐（米）                                                                                     | レディ・メアリ・ベイリー（英）                                    | チャールズ・ローゼンダール中佐（米）                                                                                               | |
| 1928        | アルトゥーロ・フェラーリン大佐（伊）                                                                                   | レディ・メアリ・ベイリー（英）                                    | フーゴー・エッケナー博士（独） | カール・イールソン（米）、酒井憲次郎（日） |
| 1929        | デュドネ・コスト少佐（仏）                                                                                             | ウィニフレッド・スプーナー（英）                                  | フーゴー・エッケナー博士（独） | ジミー・ドーリットル少佐（米） |
| 1930        | デュドネ・コスト少佐（仏）                                                                                             | エミー・ジョンソン（英）                                          | フーゴー・エッケナー博士（独;飛行船）、ウォード・ヴァン・オーマン（米;気球）                                                       | フランク・ホークス海軍少佐、カルロス・デ・ハヤ・ゴンザレス（西） |
| 1931        | イタロ・バルボ空軍元帥（伊）                                                                                           | マリーズ・バスティエ（仏）                                        | フーゴー・エッケナー博士（独;飛行船）、オーギュスト・ピカール教授（瑞西;気球）                                                     | クライド・パングボーン（米）、ヒュー・ハーンドン（米）、ラス・ニコルス（米）、チャールズ・キングズフォード＝スミス空軍准将（豪）、バート・ヒンクラー（英）、エミー・ジョンソン（英）、ペギー・サラマン（英）、フォン・グロナウ海軍大佐（独）、マルガ・フォン・エッツドルフ（独） |
| 1932        | ヴォルフガング・フォン・グロナウ（独）                                                                                 | アメリア・イアハート（米）                                        | オーギュスト・ピカール教授（瑞西;気球）、エルンスト・レーマン船長（独;飛行船）                                                     | ロスコー・ターナー（米）、ウォーレン・D・ウィリアムズ（米;飛行船）、チャールズ・E・C・ローゼンダール少佐（米;飛行船）、トマス・G・W・セトル大尉（米;気球）、カルロス・デ・ハヤ・ゴンザレス（西） |
| 1933        | ウィリー・ポスト（米）                                                                                                 | マリーズ・イルズ（仏）                                            | トマス・G・W・セトル海軍少佐（米;気球）、フーゴー・エッケナー博士（独;飛行船）                                                     | アン・モロー・リンドバーグ（米）、チャールズ・E・C・ローゼンダール少佐（米;飛行船）、トマス・G・W・セトル海軍少佐（米;気球）、フランチェスコ・アジェッロ（伊）、マリアノ・バルベラン（ラトビア）、ヘルベルトス・ツクルス（ラトビア）、ホアキン・コラル（西;死後追贈） |
| 1934        | チャールズ・W・A・スコット（英）                                                                                       | エレーヌ・ブーシェ（仏;死後追贈）                                 | エルンスト・A・レーマン船長（独;飛行船）、ジャクリーヌ・ピカール（瑞西・米;気球）                                                  | ローラ・インガルス（米）、ディーン・C・スミス（米）、H・V・ワイリー海軍少佐（米;飛行船）、ウィリアム・E・ケプナー少佐（米;気球）、エドガルド・ボンネット（アルゼンチン）、マリア・ルノア・デ・ウダオンド（アルゼンチン）、チャールズ・キングズフォード＝スミス（豪）、テディ・フランコム（白）、E. Demuyter（白）、S. Lippens（白）、ミヒャエル・ハンセン（丁）、U・マケラ（扮）、ジャン・メルモーズ（仏）、レイモン・デルモット（仏）、ジェルマン・ボネー（仏）、ハイニ・ディットマー（独）、ハンス・クルト・フレミング（独）、エリー・バインホルン（独）、クネ・ディルク・パルメンティエ（蘭）、フランチェスコ・アジェッロ（伊）、新野百三郎（日）、松本きく子（日）、イェジ・バヤン（ポーランド）、Franciszek Hynek（ポーランド）、ウンベルト・ダ・クルス（葡）、ヘルマン・バロン（サンサルバドル）、Luang Prung Prechakas（タイ）、ラモン・トレス（西）、ヴァルター・ミッテルホルツァー（瑞西） |
| 1935        | エドウィン・ムシック機長（米）                                                                                         | ジーン・バテン（NZ）、アメリア・イアハート（米）                  | オーヴィル・A・アンダーソン少佐（米）、アルバート・W・スティーブンス大尉（米;気球）、ハンス・フォン・シラー海軍大佐（独;飛行船）、 | アーノルド・ローツ＝コルスワレン（白）、ミヒャエル・ハンセン（丁）、J・F・ブロードベント（英）、アンドレ・ジャピ（仏）、ベルタ・アリシュ（独）、エリー・バインホルン（独）、マリオ・ストッパーニ（伊）、カシミロ・バッビ（伊）、Marchesa Carina Negrone（伊）、Hoja Dzenitis（リトアニア）、ゴメス・ナモラド（葡）、フアン・イグナシオ・ポンボ（西） |
| 1936        | ハワード・ヒューズ（米）                                                                                               | ジーン・バテン（NZ）                                              | エルンスト・レーマン船長（独）、Ernest De Muyter（白）                                                                             | ルイーズ・セイデン（米）、ジェームズ・ダイヤモンド（米）、カール・ゴッツェ2世（独） |
| 1937        | ヘンリー・T・メリル（米）                                                                                              | ジーン・バテン（NZ）                                              | 受賞者なし | ジャクリーン・コクラン（米）、ハワード・ヒューズ（米） |
| 1938        | ハワード・ヒューズ（米）                                                                                               | ジャクリーン・コクラン（米）                                      | 受賞者なし | ロバート・オールズ中佐（米）、ロスコー・ターナー（米）、ケレットキャプテンおよび乗組員（英）、ミヒャエル・ハンセン（丁）、モーリス・ロッシ（仏）、エリザベス・ライオン（仏）、アルフレッド・ヘンクス（独）、ハンナ・ライチュ（独）、マリオ・ペッツィ中佐（伊）、藤田雄蔵陸軍少佐（日）、Viktors Eglitis（ラトビア）、ヴィクトル・アルフレード・ララ（サンサルバドル）、トナード少佐（白;気球）、マックス・プルス船長（独;飛行船）、Antoni Janusz（ポーランド;気球） |
| 1939        | アレキサンダー・セバスキー少佐（米）                                                                                   | ジャクリーン・コクラン（米）                                      | 受賞者なし | |
| 1945        | |                                                                   | | Francisco Pignatari（伯） |
| 1946        | |                                                                   | | ジュアン・トリップ（米） |
| 1947        | |                                                                   | | アレキサンダー・セバスキー（米） |
| 1948        | |                                                                   | | ラルフ・S・デーモン |
| 1949        | |                                                                   | | ルイス・A・ジョンソン |
| 1940 - 1949 | ジミー・ドーリットル中将（米）、ジェフリー・デハビランド（英;死後追贈）、チャック・イェーガー大尉（米）                | ジャクリーン・コクラン（米）、ポーリーン・ガウアー（米;死後追贈） | チャールズ・エメリー・ローゼンダール海軍中将（米）、M・シャルル・ドルフス（仏）、ハワード・R・ウォルトン（米;死後追贈）            | |
| 1950        | デイヴィッド・C・シリング大佐（米）                                                                                    | 受賞者なし                                                        | 受賞者なし | ナショナル・トロフィー廃止 |
| 1951        | チャールズ・ブレア Jr.海軍大佐（米）                                                                                   | ジャクリーヌ・オリオール（仏）                                    | カール・セイバーリック（米） | |
| 1952        | バーント・バルチェン大佐（米/ノルウェー生）                                                                            | ジャクリーヌ・オリオール（仏）                                    | ウォルター・マシック（米） | |
| 1953        | チャック・イェーガー少佐（米）                                                                                         | ジャクリーン・コクラン（米）                                      | 受賞者なし | |
| 1954        | ジェームズ・F・コールマン（米）                                                                                        | 受賞者なし                                                        | マリオン・H・エッペス（米） | |
| 1955        | ジョン・カニンガム空軍大佐（英）                                                                                       | ジャクリーヌ・オリオール（仏）                                    | ジョン・A・ミルズ海軍少佐（米） | |
| 1956        | フランク・エベレスト Jr.中佐（米）                                                                                     | ジャクリーヌ・オリオール（仏）                                    | マルコム・ロス海軍少佐（米）、モートン・ルイス海軍少佐（米）                                                                       | |
| 1957        | カーチス・ルメイ大将（米）                                                                                             | 受賞者なし                                                        | ジャック・R・ハント海軍中佐（米）                                                                                                  | |
| 1958        | André Edouard Turcat少佐（仏）                                                                                         | 受賞者なし                                                        | | |
| 1959        | ジョー・B・ジョーダン（米）                                                                                            | 受賞者なし                                                        | ジョゼフ・キッティンジャー大尉（米）                                                                                               | |
| 1960        | アルバート・スコット・クロスフィールド（米）、ジョセフ・ウォーカー大尉（米）、ロバート・ホワイト少佐（米）、           | 受賞者なし                                                        | | |
| 1961        | ウィリアム・ペイン中佐（米）                                                                                           | ジャクリーン・コクラン（米）                                      | マルコム・ロス海軍中佐（米）、ヴィクター・プレイサー海軍少佐（米;死後追贈）                                                        | |
| 1962        | フィッツヒュー・フルトン Jr.少佐（米）                                                                                 | 受賞者なし                                                        | ニニ・ボースマン（蘭/キャンセル）                                                                                                  | |
| 1963        | ゴードン・クーパー少佐（米）                                                                                           | ベティ・ミラー（米）                                              | 受賞者なし | |
| 1964        | マックス・コンラッド（米）                                                                                             | ジョーン・メリアム＝スミス（米;死後追贈）                         | 受賞者なし | |
| 1965        | ジム・ラヴェル Jr.海軍中佐、フランク・ボーマン中佐、ウォルター・シラー海軍大佐、トーマス・スタッフォード少佐（全員米） | 受賞者なし                                                        | | |
| 1966        | ジム・ラヴェル Jr.海軍中佐、バズ・オルドリン少佐、エドワード・ホワイト II少佐（全員米）                                | シーラ・スコット（英）                                            | 受賞者なし | |
| 1967        | ウィリアム・J・ナイト少佐（米）                                                                                        | 受賞者なし                                                        | | 宇宙飛行士 |
| 1968        | ジェラルド・ジェントリー少佐（米）                                                                                     | 受賞者なし                                                        | | フランク・ボーマン大佐、ジム・ラヴェル海軍大佐、ウィリアム・アンダース中佐（全員米） |
| 1969        | トマス・レッキー＝トンプスン空軍少佐（英）、グレアム・ウィリアムズ空軍少佐（英）                                       | Turi Widerøe（ノルウェー）                                        | 受賞者なし | ニール・アームストロング、エドウィン・オルドリン、マイケル・コリンズ |
| 1970        | Brian Trubshaw（英）、André Edouard Turcat少佐（仏）                                                                   | シーラ・スコット（英）                                            | 受賞者なし | |
| 1971        | トマス・エステス中佐（米）、ドウェイン・ヴィック中佐（米）                                                             | ジェリー・コッブ（米）                                            | 受賞者なし | |
| 1972        | エドガー・アリソン中佐（米）                                                                                           | 受賞者なし                                                        | 受賞者なし | |
| 1973        | エドワード・ナッシュ大佐（米）                                                                                         | 受賞者なし                                                        | マルコム・フォーブズ Sr.（米） | チャールズ・コンラッド Jr.海軍大佐、ポール・ワイツ海軍大佐、ジョゼフ・カーウィン海軍大佐（全員米） |
| 1974        | |                                                                   | | |
| 1975        | ハーバート・フィックス中佐（米）                                                                                       | マリオン・ライス・ハート（米）                                    | | |
| 1976        | 受賞者なし | 受賞者なし                                                        | | |
| 1977        | 受賞者なし | 受賞者なし                                                        | | |
| 1978        | 受賞者なし | 受賞者なし                                                        | | |
| 1979        | ブライアン・アレン（米）                                                                                               | 受賞者なし                                                        | | |
| 1980        | ジョン・キュリアーUSCG中尉（米）                                                                                       | 受賞者なし                                                        | | |
| 1981        | ジェリー・フォスター（英）                                                                                             | ジャニス・リー・ブラウン（米）                                    | | ジョン・ヤング、ロバート・クリッペン海軍大佐、ジョゼフ・イーグル大佐、リチャード・トルーリー海軍大佐（全員米） |
| 1982        | ドーモン・キャノン（米）                                                                                               | 受賞者なし                                                        | | |
| 1983        | 受賞者なし | サリー・ライド博士（米）                                          | | |
| 1984        | バリー・ゴールドウォーター上院議員                                                                                     | ブルック・ナップ（米）                                            | | |
| 1985        | 受賞者なし | 受賞者なし                                                        | | |
| 1986        | ジョン・アイスミンガー先任准尉（米）                                                                                   | ジーナ・イェーガー（米）                                          | | |
| 1987        | アレン・ポールソン（米）                                                                                               | ルイス・マッコーリン（米）                                        | | |
| 1988        | カネロス・カネロプーロス（希）                                                                                         | Anne Baddour（米）                                                | ペール・リンドストランド | |
| 1989        | ジョージ・ホフ Jr.、マックス・ショーク博士（米）                                                                       | ゲイビー・ケナード（豪）                                          | | |
| 1990        | 受賞者なし | 受賞者なし                                                        | | |
| 1991        | 受賞者なし | 受賞者なし                                                        | | |
| 1992        | 受賞者なし | 受賞者なし                                                        | | |
| 1993        | | 受賞者なし                                                        | | ヴァンス・ブランド（米） |
| 1994        | 受賞者なし | 受賞者なし                                                        | | |
| 1995        | 受賞者なし | アイリーン・コリンズ（米）                                        | | |
| 1998        | | 受賞者なし                                                        | スティーヴ・フォセット | |
| 1999        | ドン・キャメロン |                                                                   | ベルトラン・ピカール博士（瑞西）、ブライアン・ジョーンズ（英）                                                                     | |
| 2000        | | 受賞者なし                                                        | デイヴィッド・ヘンプルマン＝アダムズ（英）                                                                                         | |
| 2001        | | ジェニファー・マレー（英/米）                                     | リチャード・アブルッツォ | |
| 2002        | | 受賞者なし                                                        | スティーヴ・フォセット | |
| 2003        | | 受賞者なし                                                        | リチャード・アブルッツォ | |
| 2004        | | 受賞者なし                                                        | デイヴィッド・ヘンプルマン＝アダムズ                                                                                               | |
| 2005        | | 受賞者なし                                                        | キャロル・ライマー・デイヴィス、リチャード・アブルッツォ                                                                           | |
| 2006        | | 受賞者なし                                                        | 受賞者なし | |
| 年度        | 飛行士 | 女性飛行士                                                        | 気球・飛行船操縦士 | 宇宙飛行士 |